# 篠原恵
篠原 恵（しのはら めぐみ、1991年9月17日 - ）は、群馬県出身の女子バスケットボール選手である。ポジションはセンター。愛称は「リー」。

## 来歴
東京成徳大学中学校・高等学校で1年より全国大会を経験。1年先輩である間宮佑圭とともにツインタワーとしてジュニアオールスター優勝。2年次のジュニアオールスターでは同期の山本千夏とともに出場するが、準決勝で渡嘉敷来夢（春日部東）擁する埼玉に阻まれた。高校でも山本とともに1年より全国大会に出場するが、いずれの大会も渡嘉敷擁する桜花学園に阻まれた。
一方、2年次には山本・渡嘉敷とともにU-18日本代表にも選出され、U-18アジア選手権初優勝に貢献した。
2010年から山本とともにWリーグ・富士通レッドウェーブ加入。同年にはU-24日本代表候補にも選出された。
2012年、日本代表に初選出され、ロンドンオリンピック世界最終予選に出場。
2020年引退。
2025年、日立ハイテク クーガーズにサポートスタッフとして加入。

## 日本代表歴
- 2008U-18アジア選手権
- 2012ロンドンオリンピック世界最終予選

## 参照
1. ↑  BASKETBALLKING (2020年4月18日). “富士通レッドウェーブの篠原恵と山本千夏が現役引退を表明。ライバルたちも惜別のコメントを発信”. 2020年4月18日閲覧。
2. ↑  『新加入スタッフの紹介』（プレスリリース）株式会社日立ハイテク、2025年7月1日。2025年7月19日閲覧。